# Ossigeno (programma televisivo)
Ossigeno è stato un programma televisivo italiano ideato e condotto da Manuel Agnelli e trasmesso in seconda serata su Rai 3. 
La prima stagione è andata dal 22 febbraio 2018 al 23 marzo 2018. La seconda stagione è andata in onda dal 4 aprile 2019 al 16 maggio 2019. 
Ospiti che hanno già partecipato o sono stati annunciati: Salmo, Subsonica + Willie Peyote, Stefano Mancuso, Zerocalcare, Claudio Santamaria, Chiara Gamberale, Baustelle, Marco D'Amore, Edoardo Leo, Stefano Boeri, Anna Calvi, Martina Attili, Luna Melis e Chadia Rodríguez, Sherol, Savages, Daniele Silvestri e Rancore, Piero Pelù, Max Gazzè, Ivano Fossati, Fabrizio Bosso, Young Signorino, Big Fish, Mimmo Paladino, Jade Bird, Lo Stato Sociale, Quartetto Prometeo, Xabier Iriondo, Afterhours.

## Edizioni

### Prima edizione (2018)
| Puntata | Data             | Telespettatori | Share | Ospiti |
| ------- | ---------------- | -------------- | ----- | --- |
| 1       | 22 febbraio 2018 | 250.000        | 1,5%  | Joan as Police Woman con The Magic Claudio Santamaria, Manuel Agnelli con Ballata per la mia piccola iena Paolo Giordano Joan as Police Woman con Tell me Ghemon con Un temporale Claudio Santamaria con Gouge away dei Pixies Manuel Agnelli con State Trooper dei Suicide                                                                            |
| 2       | 1º marzo 2018    | 428.000        | 2,4%  | Manuel Agnelli con Dio come ti amo di Domenico Modugno e Place to be di Nick Drake Ben Harper Charlie Musselwhite con Trust you to dig my grave e When the levee breaks Emidio Clementi e Marco Caldera con La sera Vasco Brondi con Moscerini Paolo Bonolis                                                                                           |
| 3       | 8 marzo 2018     | 274.000        | 1,6%  | Xabier Iriondo Rodrigo D'Erasmo con Moloch di Allen Ginsberg Afterhours con Non voglio ritrovare il tuo nome e Quello che non c'è Claudio Strinati Editors Smokers outside the ospital doors e Violence Enrico Gabrielli con Clapping music di Steve Reich Måneskin con Chosen                                                                         |
| 4       | 15 marzo 2018    | 222.000        | 1,29% | Brunori Sas con La verità e Kurt Cobain Gipi Gizmodrome con Don't box me in Vincenzo Vasi Afterhours con Né pani né pesci e Shipbuilding di Elvis Costello |
| 5       | 22 marzo 2018    | 237.000        | 1,4%  | Afterhours con Non è per sempre Ghemon con Bellissimo Vasco Brondi con Stelle marine Editors con Blood The Zen Circus con Catene Ben Harper Charlie Musselwhite con No mercy in this land Afterhours con L'odore della giacca di mio padre Manuel Agnelli, Rodrigo D'Erasmo, Angelo Maria Santisi di Franz Schubert, Piano, Trio Mib Maggiore (Op.100) |

### Seconda edizione (2019)
| Puntata | Data           | Telespettatori | Share | Ospiti e brani eseguiti |
| ------- | -------------- | -------------- | ----- | --- |
| 1       | 4 aprile 2019  | 663.000        | 4,3%  | Piero Pelù con Pugni chiusi e Male di miele Anna Calvi con As a man Max Gazzè con Walk on the Wild Side Manuel Agnelli, Rodrigo D'Erasmo con La canzone popolare Ivano Fossati Manuel Agnelli, Fabrizio Bosso con Lindbergh |
| 2       | 18 aprile 2019 | 430.000        | 2,8%  | Salmo con Il cielo nella stanza e 90 min Stefano Mancuso Daniele Silvestri, Rancore e Manuel Agnelli con Argentovivo Daniele Silvestri e Manuel Agnelli con Smisurata preghiera |
| 3       | 25 aprile 2019 | 524.000        | 3,8%  | Afterhours con Cetuximab Afterhours, Marco D’Amore con For What It's Worth Subsonica, Willie Peyote con L’incubo Young Signorino con Bevanda Big Fish Manuel Agnelli, Savages con The Killing Moon Zerocalcare |
| 4       | 2 maggio 2019  | 325.000        | 2,2%  | Manuel Agnelli con La voce del silenzio Xabier Iriondo Edoardo Leo e Manuel Agnelli con Nebraska Mimmo Paladino Jade Bird con Uh huh Baustelle con Amanda Lear Afterhours con Se io fossi il giudice Sherol Dos Santos e Manuel Agnelli con Say hello 2 heaven |
| 5       | 9 maggio 2019  | 353.000        | 2,1%  | Lo Stato Sociale con Una Storiella Per Bambini Cattivelli di Massimiliano Chiamenti Afterhours con Padania Chiara Gamberale Martina Attili con Cherofobia Gipi Chadia Rodríguez, Luna Melis con Donna domani Manuel Agnelli, Martina Attili con These days di Nico |
| 6       | 16 maggio 2019 | 280.000        | 1,9%  | Piero Pelù con Tutti fenomeni Subsonica con Tutti i miei sbagli Stefano Boeri Salmo con Perdonami Daniele Silvestri, Manuel Agnelli con Le strade di Francia Baustelle, Manuel Agnelli con Nessuno Anna Calvi con Don't beat the girl out of my boy Max Gazzè, Manuel Agnelli con I’ll be your lover, too di Van Morrison Quartetto Prometeo con Ciaccona di Merula-Filidei |